# Diocèse de la Somme
Cet article court présente un sujet plus développé dans : Diocèse d'Amiens.
Le diocèse de la Somme est un ancien diocèse de l'Église constitutionnelle en France. Créé par la constitution civile du clergé de 1790, il est supprimé à la suite du concordat de 1801. Il couvrait le département de la Somme. Le siège épiscopal était Amiens.